# コーヒーノキ
コーヒーノキ（コーヒーの木）は、アカネ科コーヒーノキ属（コーヒー属、コフィア属）に属する植物の総称で、主に栽培種（アラビカコーヒーノキとロブスタコーヒーノキなど）を指す。また栽培種以外に多数の野生種が、アフリカ大陸西部から中部、そしてマダガスカル島と周辺諸島にかけて分布している。種子からコーヒーの原料となるコーヒー豆が採れるため、商品作物として熱帯地方で大規模に栽培されるほか、観葉植物として鉢植えで利用されている。

## 特徴

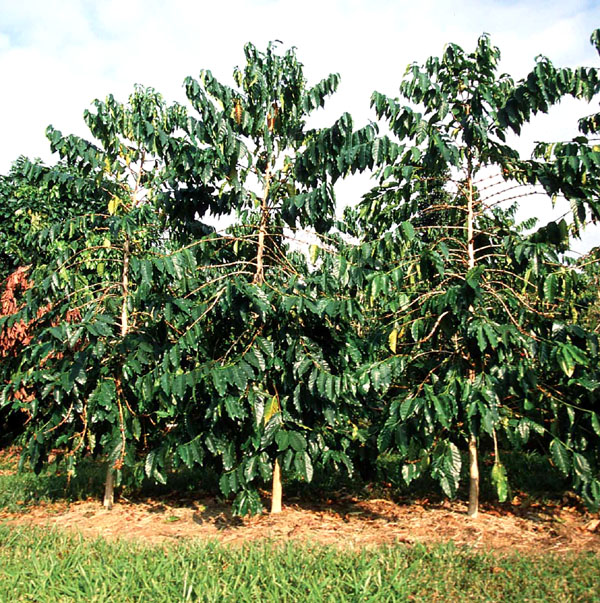
コーヒーノキ

常緑樹であり光沢を帯びた葉と白い花をつけ、鮮やかな赤から紫、または黄色の果実ができる。その果実にはカフェインを多く含まれ、古くから薬効を利用されていたと考えられている。また、果肉や葉にも若干含まれていて、これらも利用される事がある。
発芽から3年から5年で、ジャスミンに似た香りの白い花を咲かせる。その後50年から60年に渡り、コーヒーチェリーと呼ばれる果実を付ける。通常、赤または紫の核果で、黄色の品種もある。果実が成熟するまでには約9か月かかり、熟した果肉は甘く食べられるが、量が僅かなので利用されていない。
果実の中には2粒の種子が向かい合わせに入っており、この部分がコーヒー豆である（果実・種子の画像）。1粒の丸い種子が付くものはピーベリーと呼ばれ、同じ樹には、5％以下しか出来ない。通常の物と比べると焙煎後の味が微妙に異なる。
樹高は9mから12mに達するが、厳しい剪定に耐えることから、農園では実の採取に適した3mから3.5m程度で管理される。本格的な栽培は17世紀以降に始まり、栽培種の原産地はアフリカ大陸中部で、エチオピアのアビシニア高原やコンゴ、西アフリカが知られている。なお、アラビカ種の原産地はエチオピア南西部の高地である。
生育には熱帯地方のサバナ気候や熱帯モンスーン気候のような雨季と乾季、または熱帯雨林気候の山岳地帯など昼夜で寒暖差が大きい気候が適し、多雨も好む。一方、冬霜など寒さには弱い。土壌は有機質に富む肥沃土、火山性土壌を好み、火山帯や高地が適し、特にブラジルのテラローシャは最適とされる。

## 分類
コーヒーノキ属には4亜属66種が含まれ、10種ほどの栽培種はEucoffea亜属24種の一部となっている。亜属はさらに5つの節に分けられている。
- Erythrocoffea節（C. arabica, C. canephora, C. congensis など）
- Pachycoffea節（C. liberica, C. dewevrei など）
- Mozambicoffea節（C. racemosa, C. salvatrix など）
- Melanocoffea節（C. stenophylla など）
- Nanocoffea節（C. montana など）

一方、新しいAPG植物分類体系では2亜属103種が含まれ、栽培種はCoffea亜属95種に含まれている。さらに遺伝子系統解析により、5つから6つのクレード（系統）に分けられている。
- Wクレード(West clade)、UGクレード(en:Upper Guinea) 西アフリカ
- WCクレード(West-Central clade)、LG/Cクレード(en:Lower Guinea/Congolian clade) 西アフリカから中央アフリカ
- Cクレード(Central clade)、E-CAクレード(East-Central Africa clade) 中央アフリカから東アフリカ
- Eクレード(East clade)、EAクレード(East Africa clade) 東アフリカ
- Mクレード(Madagascar clade)、Madクレード(Madagascar clade) マダガスカル
  - MASクレード(Mascarene clade) マスカレン諸島

### アラビカ種

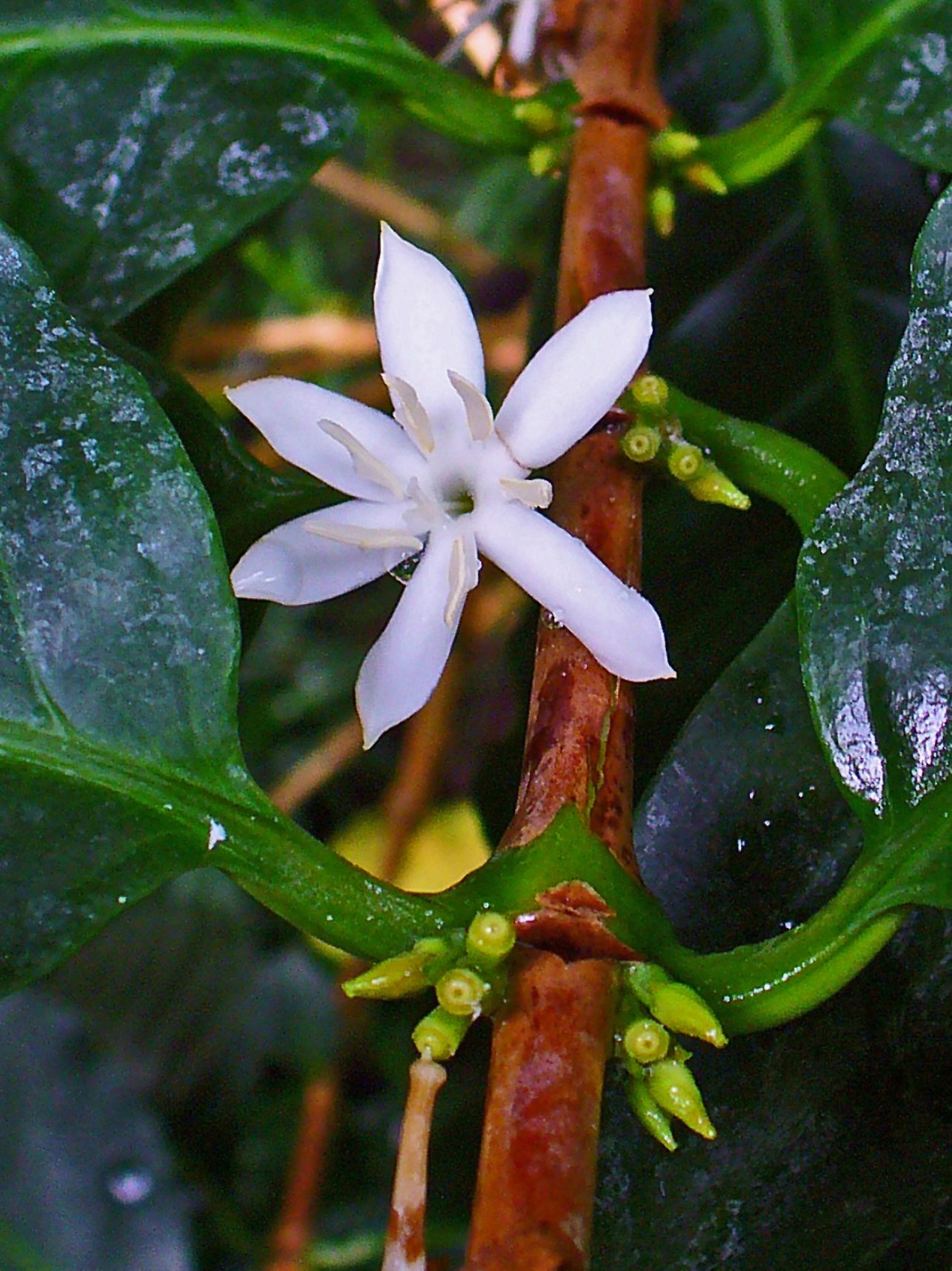
アラビカ種の花

アラビカ種 (Coffea arabica L.、アラビカコーヒーノキ) はエチオピア原産で、最初に広まったイエメンにちなんだアラビカの名になった。コーヒーノキ属中、唯一染色体数が44（核相が2n=44。他の種は2n=22）の倍数体で、また自家不和合性も無いなどの特徴を持つ。200以上の栽培品種があり、さらに交配による新品種の育種も行われている。
最近の染色体DNAと葉緑体DNAの系統解析により、ユーゲニオイデス種(C. eugenioides)の花とカネフォーラ種(C. canephora)の花粉との自然交配による交雑種が、さらに倍数化して生じた複二倍体を起源とする事が明らかとなった。また、他種から孤立した分布は氷期の影響と考えられている。
高品質で収量も比較的高く、世界のコーヒー生産において7割から8割を占め主流となっている。主な栽培地は中南米とアフリカの一部で、高級品として取引される産地が多い。ただし高温多湿の環境には適応せず、霜害に弱く、乾燥にも弱い。レギュラーコーヒー用。

### ロブスタ種

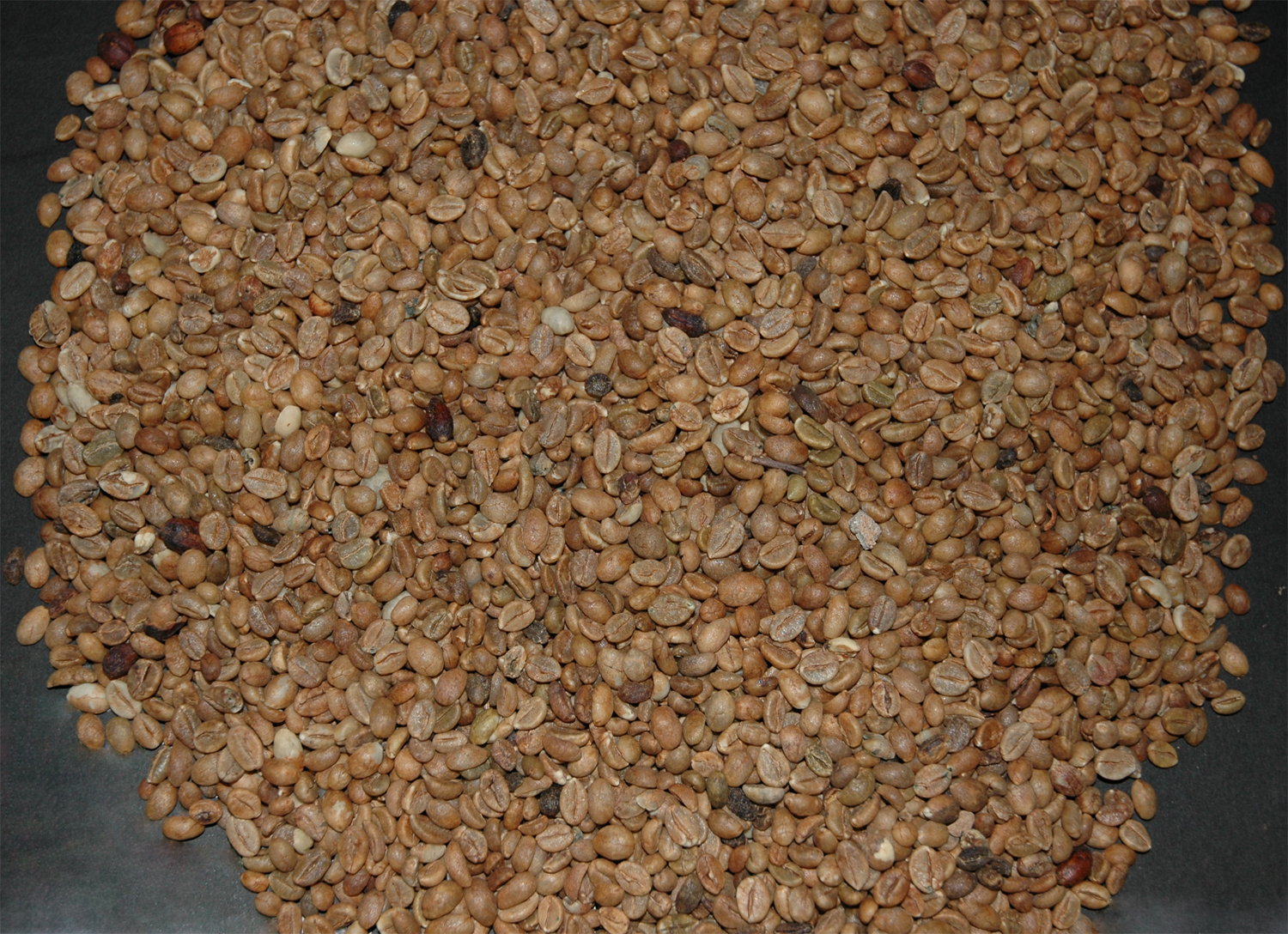
焙煎前のロブスタコーヒー豆

ロブスタ種 (C. canephora var. robusta、ロブスタコーヒーノキ) はコンゴ原産のカネフォーラ種 (C. canephora Pierr ex Froeh) の変種で、染色体数は22である。1895年に発見され、強靭を意味するRobustから命名されたC. robusta L.Lindenというシノニムを持つ。ベルギーで研究された結果、当時流行していたサビ病に強い性質を受けてジャワ島で栽培され、広まった。栽培品種は有るものの、豆の流通市場で品種は特に区別されない。
病虫害に強く、高温多湿の気候にも適応するうえ成長が速く高収量で、生産量の2割から3割を占める。主な栽培地は東南アジアとアフリカの一部で、特に生産量2位のベトナムで栽培が伸びている。主にインスタントコーヒー用、あるいは廉価なレギュラーコーヒーの増量用として用いられる。
アラビカ種よりも品質は劣り、カフェインやクロロゲン酸類の含量が高く、焦げた麦のような香味で苦みと渋みが強く、酸味がない。旧植民地と宗主国の関係からヨーロッパ（特にフランス）での消費が多い。フレンチロースト、イタリアンローストなど深煎りしてミルクを合わせる飲み方が普及した背景と見られる。

### リベリカ種
リベリカ種 (C. liberica Bull ex Hiern.、リベリカコーヒーノキ) は西アフリカ原産で、染色体数は22である。ロブスタ種と同様に豆の流通市場で栽培品種が区別されることは少ない。1876年にリベリアでヨーロッパ人によって「発見」されたが、当時からアフリカ西岸各地で栽培されていた。かつてはアラビカ種、ロブスタ種とあわせてコーヒーの三原種と呼ばれていたが、現在では全生産量の1%未満にすぎない。
高温多湿の気候に適応するがサビ病に弱く、交配しやすいので品種の固定が難しく、かつ大木となるため豆の採取が他種よりも困難である。品質もアラビカ種に及ばないとされる。西アフリカの一部で栽培、国内消費されている。

### その他の原種
- 栽培種

コンゴコーヒーノキ (C. congensis Froeh.) コンゴ原産で、地元で少量栽培されている。
ステノフィラコーヒーノキ (C. stenophylla G. Don)
エキセルサ (C. dewevewi var exelsa） 比較的高品位で、リベリカ種の変種(C. liberica var. dewevrei f. dewevrei)とされることもある。
ベンガルコーヒーノキ (Psilanthus bengalensis Roxb.) インド原産で果実は紫色、以前はCoffea属に含まれていた。
- 野生種

絶滅危惧種が多い。2001年の国際自然保護連合のレッドリストでは、14種が絶滅寸前、34種が絶滅危惧に分類されている（危急23種、準絶滅危惧13種、軽度懸念13種）。
C. racemosa モザンビーク原産で、病害に強い性質が注目されている。
C. eugenioides, C. salvatrix カフェインをほとんど含まない。
C. anthonyi, C. heterocalyx カメルーン原産で、自家不和合性が無い（アラビカ種とこの2種のみ）。
C. mauritania Lam. モーリシャスで1785年、アラビカ種以外のコーヒーとして最初に発見された。
マダガスカル島にはCoffea亜属50種とBaracoffea亜属8種が分布し、全て固有種。
シャリエコーヒーノキ (Coffea charrieriana) 2008年にカメルーンで発見された新種。中央アフリカ原産の種で唯一、カフェインを含有しない。

### 栽培品種
栽培地ごとに移入された年代や経路が異なることと、栽培の過程で変異種の発見と品種改良が行われた結果として、栽培のための品種（栽培品種）が数多く存在している。品種改良は特にアラビカ種で進んでおり、ブラジルとコロンビアで盛んに行われている。アラビカ種が世界シェアの70%を占め、ロブスタ種はアジアで多く栽培されている。
従来はティピカとブルボンがアラビカ種の二大品種と呼ばれ、それぞれコロンビアとブラジルで主力品種であった。しかし、この二品種は収量があまり多くなく病害虫にも弱いため、品種改良によってより収量が多く病虫害に強い品種の栽培が盛んになり、コロンビアではカトゥーラとバリエダ・コロンビアが、ブラジルではカトゥーラ、カトゥアイ、ムンド・ノーボなどが主力となった。

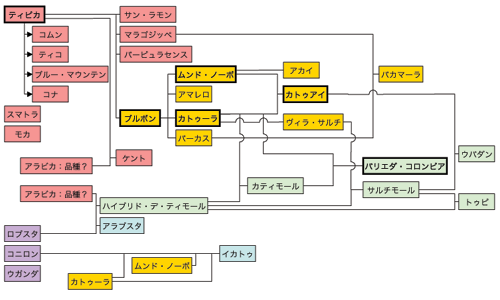
コーヒーの栽培品種

ところが、より風味の優れるコーヒーを求める消費者の要求により、近年では低収量でも風味に優れるティピカ、ブルボンの栽培が盛り返してきている。特にコロンビアではロブスタ種との交配種であるバリエダ・コロンビアを主な栽培品種にした結果、産地としてのコロンビアの評価が大きく低下してしまったため、ティピカへの切り替えが進められている。

#### アラビカ在来種・移入種
ティピカ (C. arabica 'Typica')
中南米に移入されたアラビカ種を起源とするもの。豆はやや細長い。香りが強く上品な酸味と甘味を持つと言われる。ただ、収量は低く隔年変化するため安定せず、病虫害にも弱い。コロンビアの主力品種だったものの、カトゥーラなどの収量の多い品種に圧されて作付が減少してきていた。しかし、主に高級品向けとして、逆に栽培が増え始めた。
スマトラ (C. arabica 'Sumatera')
インドネシアに移入されたアラビカ種を起源とする品種。大粒で長円形。マンデリンがその代表。
モカ (C. arabica 'Mokka')
イエメンやエチオピアで栽培されている。1種類の確立した品種ではなく、複数の在来種の混合品の総称であり、特に決まった品種名がないため、通称として「モカ種」と呼ばれる。マタリやハラー、シダモなどは栽培している地区の名称であって植物の品種名ではないが、コーヒー豆の種別（銘柄）としては通用している。栽培地区の違いで微妙に在来種の構成が異なるため栽培地区の違いにより味も微妙に異なる。
ブルー・マウンテン (C. arabica 'Blue mountain')
ジャマイカに移入され栽培された品種。現在はジャマイカのほか、ケニアなどにも移入されている。ここでいう「ブルー・マウンテン」はあくまで植物の品種名としての物である。コーヒー豆の銘柄とは意味合いが異なり、ブルーマウンテン（品種）の豆であってもケニアで生産された物をブルーマウンテン（銘柄）とはしない。
コナ (C. arabica 'Kona')
ハワイに移入された品種。ハワイでのコーヒー生産が減少しているため高値で取引されている。
コムン (C. arabica 'Comun')
ブラジルに最初に移入された品種。
ティコ (C. arabica 'Tico')
中央アメリカに移入された品種。

#### アラビカの変異種・改良種
ブルボン (C. arabica 'Bourbon')
イエメンからブルボン島に移入され突然変異したもの。ティピカの突然変異種とする文献も多くあるが、コーヒーが中米に伝わったのより早くブルボン島に移入されているため、つじつまが合わない。ブラジルに移入され発見された。ティピカと比べ収量は多いが、より新しい品種との比較では劣り、また収量が隔年変化し安定せず、霜害や病虫害にも弱い。品質は良好で、甘味や濃厚なコクと丸みが特長。生豆は小さめで、センターカットがS字のカーブを描く。かつてのブラジルにおける主力品種。ブルボン・サントスがその代表。
レユニオンでは、変異種のブルボン・ポワントゥ（Bourbon Pointu）が栽培されていたが、1940年代に一時栽培が途絶し、2007年にUCC上島珈琲によりごく少量ではあるが栽培が復活した。ポワントゥは、ブルボンよりも豆が細くかつ密度が大きく、カフェインの量が通常のコーヒーの約半分（0.6%）で甘みが強く、花のような独特の香気が特長。また、葉もゲッケイジュのように細長く、樹形もとがっている。その後、ポワントゥはブラジルなどでわずかに栽培されているラウリーナ（Laurina）と同一であることが判明した。高品質であるものの、病虫害に弱く生産性も低い（通常のアラビカの約30%）ため、希少価値が高い。
カトゥーラ (C. arabica 'Caturra')
「カツーラ」と表されることも多い。ブラジルで見つかったブルボンの変異体。病虫害に強く、低温にも耐える。矮性（樹高が低い）で収穫時の手間が少ない。高品質で特に強い良質な酸味を持つが、やや渋味も強い。コロンビアなどの主力品種の1つ。発見されたブラジルでは土地の相性が悪く、収量の隔年変化のためにほとんど栽培されていない。
ムンド・ノーボ (C. arabica 'Mundo Novo')
ブラジルでブルボンとティピカの自然交配から生まれた品種。病虫害に強く、比較的高収量。ブルボンでありながら旧来のティピカに似た、調和の取れた味を持つと言われる。ムンド・ノーボとは「新世界」の意味。ブラジルの主力品種の1つ。
カトゥアイ (C. arabica 'Catuai')
「カツアイ」と表されることも多い。ムンド・ノーボとカトゥーラを交配したもの。矮性（樹高が低い）で病虫害に強く、高収量。味はブルボンに似る。ブラジルの主力品種の1つ。
マラゴジッペ (C. arabica 'Maragogype')
ブラジル原産のティピカの変異種。種子が極めて大きい。品質はやや低めだが、特徴的な風味を持つ。炭焼コーヒー向きと言われる。
サン・ラモン (C. arabica 'San Ramon')
コスタリカで発見されたティピカの変異種。矮小な品種、風味は良いとされるが生産性は高くない。ホンジュラス、パナマ、グァテマラなどで少し栽培されている。
パーピュラセンス (C. arabica 'Purpurascens')
「プープルアセンス」とも表されるティピカの変異種。葉が紫色に紅葉する。ベネズエラやホンジュラスでごく少量生産されていて商業ベースでは流通していない。
ケント (C. arabica 'Kent')
インドで発見されたティピカの変異種。病害に強く高収量。
パーカス (C. arabica 'Pacas')
エルサルバドルで発見されたブルボンの変異種。矮性 (樹高が低い) で、種子が大きく、品質も良好。
アカイア (C. arabica 'Akkaya' ?)
ブラジルでムンド・ノーボのなかから特に大きい種子をつける樹を選抜して固定化した品種。生豆の平均サイズがスクリーン18と大きく、病害に強い。
パカマラ (C. arabica 'Pacamara')
パーカスとマラゴジッペを交配したもの。「パカマラ」という名前の由来は両品種の名前を合成たもの。エルサルバドルにて栽培される。種子が大きく、軽い酸味と甘味を持つと言われる。
ヴィラ・サルチ ( 'Villa Sarchi' )
コスタリカで発見されたカトゥーラに似た変種。カトゥーラの変異したものか、あるいはカトゥーラとパーカスの自然交配種の変異したものだと言われている。
アルーシャ (C. arabica 'Arusha' )
ティピカの変異種。タンザニアにある「アルーシャ地区」で栽培が始まったが、パプアニューギニアに持ち込まれ、現在では同国での栽培が盛んである。
ゲイシャ (C. arabica 'Geisha' )
エチオピア原産の野生種。パナマやマラウィにおいて栽培が盛んな品種であり、低収量だが高品質。独特な風味と香気を持つ。パナマ産のものが近年のオークションでブルーマウンテンをも超える高値で取引されたことから他の中南米諸国でも栽培が始められている。

#### アラビカの色素変異種
元の品種名＋アマレロ、もしくはイエロー＋元の品種名
果実が赤い通常種に対し、黄色の変異種。ポルトガル語表記では品種名の後に「アマレロ」、英語表記では品種名の前に「イエロー」を付記する。変異種に対し通常種を相対的に「レッド」と呼ぶこともある。流通量が多いブルボンアマレロ（イエローブルボンとも表される）のほか、ティピカやカトゥーラ、カトゥアイなどが生産されている。

#### ロブスタ種
全体としての生産量がアラビカより少ないことや、アラビカ種とは異なり自家受粉では実をつけないのため（自家不和合性）、遺伝的背景がばらばらであることから、個々の栽培品種が区別されることは少ない。
ロブスタ種に属する品種には以下のようなものがある
ロブスタ (C. canephora var. robusta 'Robusta')
樹形が直立する。
ウガンダ (C. canephora var. robusta 'Nganda')
樹形が横に広がる。
コニロン (C. canephora var. kouilouensis 'Conilon')
新しく発見されたロブスタ種の変異種。

#### 交雑種
アラビカ種の品質の高さを維持したまま、その弱点である収量の低さや病虫害抵抗性の低さを克服させるため、アラビカ種とロブスタ種の交雑種の作製が行われている。ただしアラビカ種とロブスタ種は染色体数が異なり、単純に交配させても結実しないため、ロブスタ種が自然に変異した4倍体、あるいは人工的に4倍体化したものとの間で交配が行われる。
交雑種由来の品種には以下のようなものがある。
ハイブリド・デ・ティモール (C. arabica x canephora 'Hibrido de Timor')
自然に4倍体化したロブスタ種とアラビカ種との交雑種。単にティモール ('Timor') とも呼ぶ。病害に強い。
アラブスタ (C. arabica x canephora 'Arabusta')
アラビカ種と、人工的に4倍体化したロブスタ種の交配による品種。特性は両者の中間だが、収量が低い。
カティモール (C. arabica x canephora 'Catimor')
「カチモール」と表されることも多い。ハイブリド・デ・ティモールとカトゥーラを交配したもの。非常に多収穫で病害に強いが、風味の点では他の品種に劣るとされる。
バリエダ・コロンビア (C. arabica x canephora 'Variedad Colombia')
カティモールにカトゥーラを戻し交配（雑種と親にあたる品種とを交配）し、アラビカ種の性質により近づけたもの。収量が非常に高く、病虫害にも強い。他の交雑種に比べると良質だが、ティピカと比べると品質は低いという人もいる。コロンビアの主力品種の1つ。
サルチモール ( 'Sarchimor' )
ヴィラ・サルチ ( 'Villa Sarchi' ) とハイブリド・デ・ティモールの交配から作られた変種。
トゥピ (C. arabica x canephora 'Tupi')
ハイブリド・デ・ティモールとサルチモールの交配によるもの。
ウバダン ( 'Obatan' )
サルチモールとカトゥアイの交配によるもの。
イカトゥ (C. arabica x canephora 'Icatu')
「イカツ」と表されることも多い。コニロンとカトゥーラを交配したものに、ムンド・ノーボとカトゥーラを戻し交配したもの。

## 作物としてのコーヒーノキ
コーヒーノキは13世紀頃からイスラム圏全域に広まり、16世紀末にはインドにも伝わった。しかし大規模な農業生産は、1700年にオランダ東インド会社がジャワ島で行ったのが最初とされる。

### 栽培

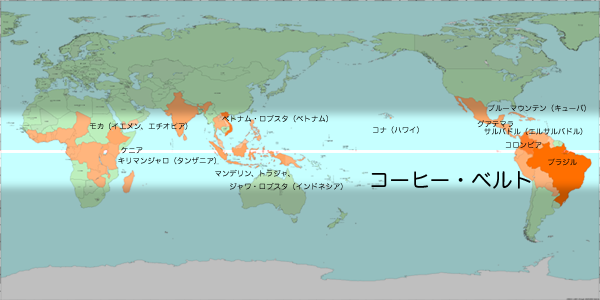
コーヒーの生産国

主要生産国の大規模コーヒー農園を中心に、全世界で1000万ヘクタールの土地で150億本のコーヒーノキが栽培されていると概算され、主要産地は北緯25度から南緯25度までの熱帯と亜熱帯に集中し「コーヒーベルト」と呼ばれる。ただし、この範囲内ならどこでも栽培可能というわけではなく、気候や地質の面から商業生産に適した土地はある程度限られている。温室によりより緯度の高い地域でも栽培が可能であり、茨城県利根町（北緯35度）のコーヒー店が温室で自家栽培を行っている。
国内消費も含めると70ヶ国ほどで栽培され、最大の生産国であるブラジルの栽培面積は2000年頃には240万haあったが、近年バイオエタノール生産のためのサトウキビ畑に圧され、やや減少傾向とされる。一方で生産量の伸びが著しいベトナムでは急拡大し、2008年には52万haを超えている。日本でも小笠原諸島や沖縄で明治時代から生産が試みられたものの大規模生産には成功していないが、現在も小規模ながら生産・販売が行われている。
収量を上げるためには水や肥料を充分に与える必要があり、目安として1ヘクタール当たり熟した実で16トン、あるいは1エーカー当たり15,000ポンドが理想とされる。
また、アラビカ種の場合には、シェードツリーと呼ばれる植物を同時に植えて、その木陰で栽培されることが多い。木は播種または挿し木で増やされ、3年ほどでコーヒー豆の収穫が可能となり50年以上収穫できるが、やがて収量が落ちるため20年目を目処に植え替えされる。

### 収穫

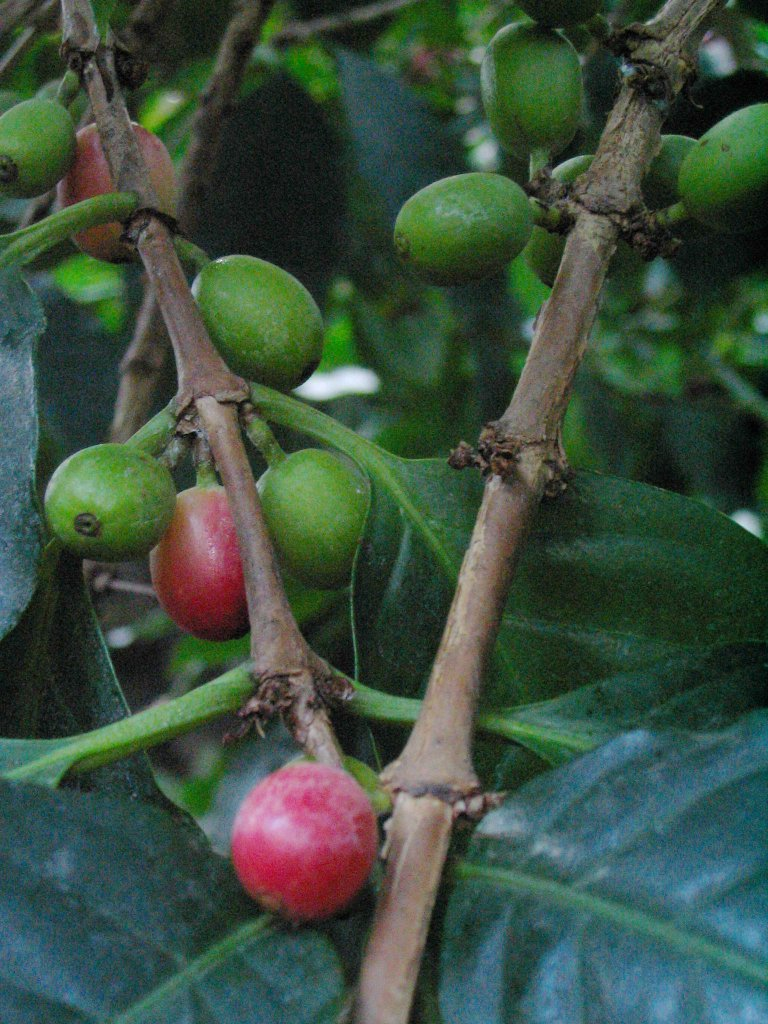
コーヒーの果実

コーヒーの果実は開花してから熟するまでに約9か月を要する。熟した果実は10日間程度の短期間で収穫され、そのまま生豆（なままめ、きまめ、生のコーヒー豆のこと）を取り出すコーヒー豆の精製と呼ばれる加工作業が農園内で行われることが多い。
収穫には主に2通りの方法が用いられている。
手摘みによる収穫
熟した果実を労働者が手作業で摘み取り収穫する。ブラジルとエチオピアを除く、アラビカ種の生産地で主流である。
落果による収穫
熟した果実を、棒切れなどでこそぎ取るように叩いて落とし収穫する。ブラジルやエチオピアおよび、ロブスタ種の生産地で主流である。
コーヒーノキの栽培を困難にする要因には、ハリケーン、さび病、コーヒーノミキクイムシなどがある。

## 観葉植物としてのコーヒーノキ

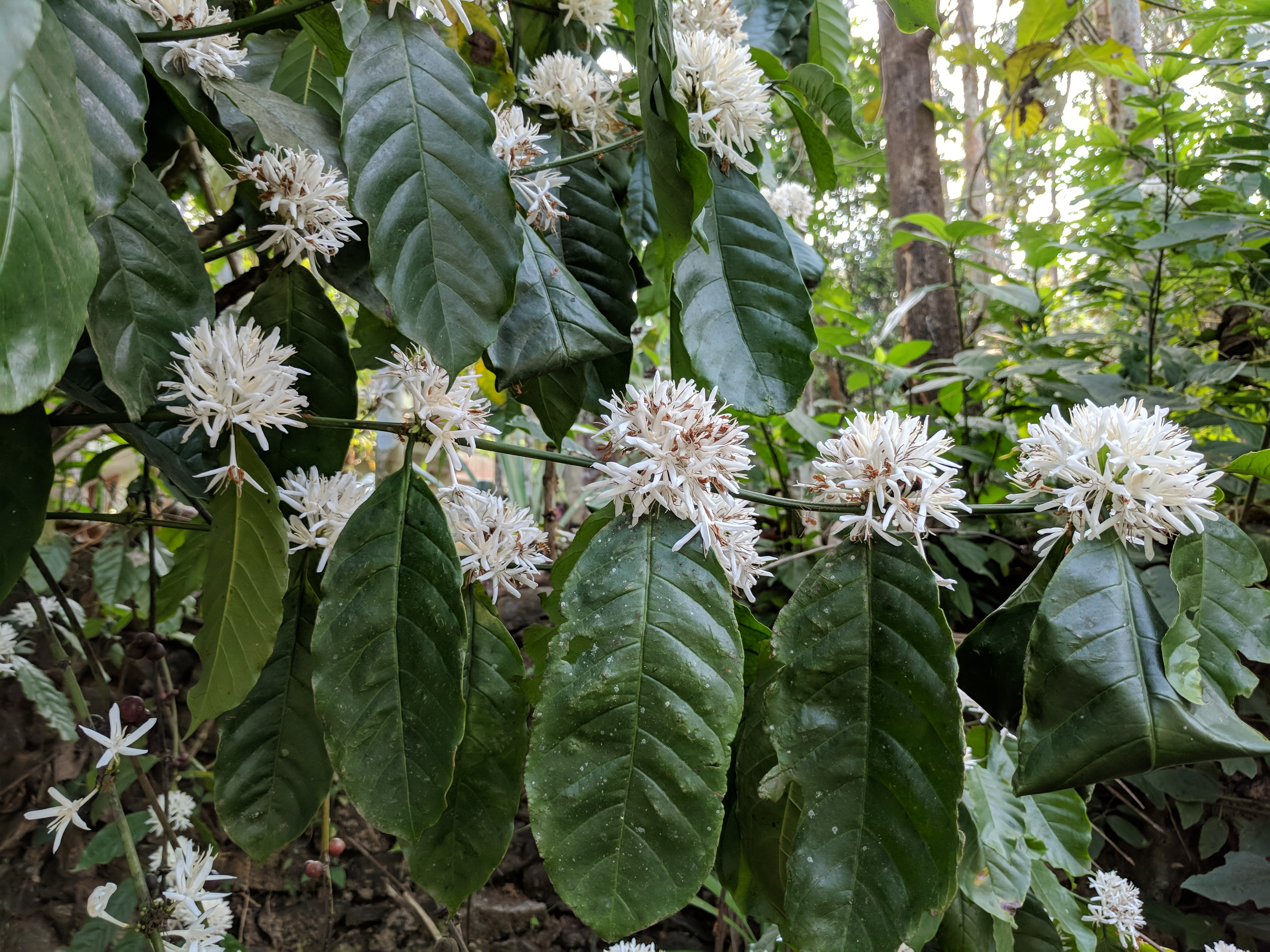
アラビカ種の花の開花

コーヒーノキは常緑で、ツヤのある葉を持ち、また赤い実を長期間にわたって結実させることから、その外観の美しさのために観葉植物として室内で栽培されることがある。商用栽培の場合と同様に3年から5年で開花および結実が可能となる。観葉植物を扱っている店では比較的広く販売されているため入手も容易であり、観葉植物としては栽培も易しい部類だと言われている。アラビカ種が観葉植物として流通している。

### 栽培の方法
通常、鉢植えにして栽培する。夏場は日光によって葉が褐色に日焼けする場合があるため、直射日光を遮って育てる。冬場は、日本の屋外気温では越冬できないため室内で育てる（耐寒性5度程度まで。10度以上が望ましいとされる。）。また、冬場に大量の水を与え過ぎると根腐れの原因になるので、表面の土が乾いてから少量を与える。根が張り易く、根詰まりを起こし易いため、毎年5月から7月に、大きめの鉢に植え替えるか、余分な根を切り除いてから植え替えることが望ましい。
上手に育てれば、栽培開始から3年から5年程度で開花結実するようになる。開花時期は種によっても異なるが、開花している期間は1日程度と極めて短い。その後、結実してから実が熟するまでには半年から9か月ほどの時間を要するため、長期間に亘って赤い果実の観賞を楽しむことができる。収穫した実から種子を取り出して焙煎し、コーヒーとして飲用することも可能である。ただしコーヒー豆の乾燥や焙煎にはある程度の熟練を要する。
株分けを行うには播種と挿し木の2つの方法がある。
播種
収穫した種子を直接地面に播くか、あるいは水を含ませたティッシュの上などで出芽させた後に地面に移植する。その際、種皮（パーチメント）に小さく切れ目を入れた方が出芽率がよくなると言われる。市販されているコーヒー豆の場合、生豆でもパーチメントが除かれて乾燥処理をされているため出芽率は悪いが、収穫年度の新しい緑色の濃いものであれば出芽させることも可能である。古く褐色がかった生豆や焙煎豆では出芽しない。
挿し木
栽培しているコーヒーノキの先端の細い枝を4節から5節程度で切り取り挿し木を行う。播種に比べて成功率が高い。

### 栽培時の注意点
夏の直射日光、冬の低温、根腐れ、根詰まりに注意する必要がある。またそのほかカイガラムシなどの虫害が発生することもある。

## 蜂蜜の採取
コーヒーノキの花は養蜂における蜜源植物の1つとして知られている。コーヒー生産国の養蜂家が、コーヒーノキだけから集めた蜂蜜を作って販売している。黒褐色で独特の風味を持っておりコーヒーとの相性がよく、コーヒーの持ち味を殺さないと言って珍重されている。生産量は多くはないものの、日本国内でも蜂蜜を専門に扱う店で入手が可能である。

## 茶
コーヒーノキの葉から茶（茶外茶）を作ることができる。原産地のエチオピアでは塩と唐辛子で味付けされ、また（アラビカ種やロブスタ種などの）栽培品種の葉よりも自生種の葉の方が美味とされる。

## 文化
オロモ人
エチオピアのオロモ人の一部は、独自の宗教であるオロモ教(Waaqeffanna)を信仰している。コーヒーノキは、創造神であるワーカの涙から発芽したと考えられており、様々な宗教行事に用いられる。